# Guido Storz
Carl August Guido Storz (9 Augustus 1847, Meersburg – 1919, Frankfurt am Main)  was een Duitse ingenieur en uitvinder van de naar hem genoemde Storzkoppeling.
Storz zag bij een brand in Konstanz de moeilijkheden die het werken met schroefkoppelingen met zich mee bracht. Storz heeft in 1882 patent aangevraagd op de door hem uitgevonden koppeling met gelijke delen. In 1936 werd zijn ontwerp het standaard type koppeling in Duitsland, de zogenaamde "Reichsnormalkupplungen".
In Nederland is de koppeling bekend als de NEN-norm 3374.